# 1995 w nauce

## Astronomia
- Robert Kraft – Nagroda Henry Norris Russell Lectureship przyznawana przez American Astronomical Society.
- Jerry E. Nelson – Nagroda Dannie Heineman Prize for Astrophysics przyznawana przez American Astronomical Society.

## Fizyka
- 3 marca – eksperymanty CDF i D0 w Fermilabie ogłosiły odkrycie kwarku t

## Nagrody Nobla
- Fizyka – Martin Perl, Frederick Reines
- Chemia – Paul Crutzen, Mario Molina, Sherwood Rowland
- Medycyna – Edward B. Lewis, Christiane Nüsslein-Volhard, Eric Wieschaus